# Kultura Independence II

Obszar zamieszkiwania kultur Independence I oraz Independence II

Independence II – kultura archeologiczna starożytnej Grenlandii. Nazwę tej kulturze nadał w latach 1948–1950 Eigil Knuth.

## Historia
Ludy te przybyły na Grenlandię z północnych obszarów arktycznych obecnej Kanady (poprzez Wyspę Ellesmere’a). Szacuje się, że społeczność ta zamieszkiwała północne wybrzeże Grenlandii w latach od ok. 800 p.n.e. do początku naszej ery. Teoretycznie ludy te mogły zasiedlić wyspę mniej więcej w tym samym czasie, co przedstawiciele kultury Dorset lub być jej częścią we wczesnej fazie i wraz z nią są zaliczani do trzeciej fali migracji.